# Hydrophylax igorota
Hydrophylax igorota là một loài ếch trong họ Ranidae. Nó là loài đặc hữu của Philippines.
Các môi trường sống tự nhiên của chúng là các khu rừng khô nhiệt đới hoặc cận nhiệt đới, rừng ẩm đất thấp nhiệt đới hoặc cận nhiệt đới, rừng mây ẩm nhiệt đới và cận nhiệt đới, sông, và sông có nước theo mùa. Nó bị đe dọa do mất môi trường sống.

## Hình ảnh

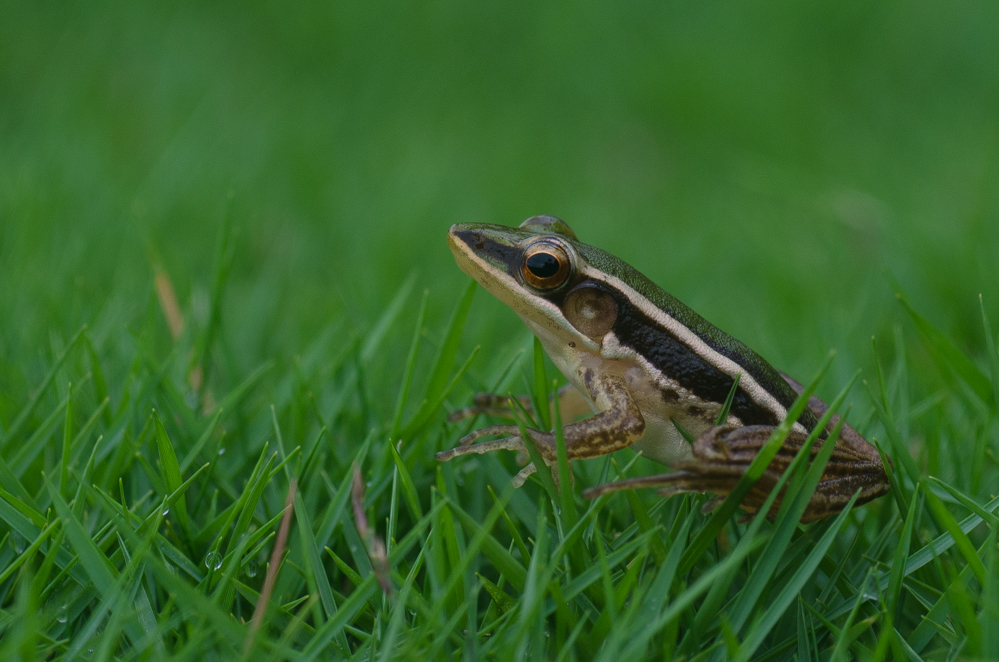